# Palazzo della Zecca

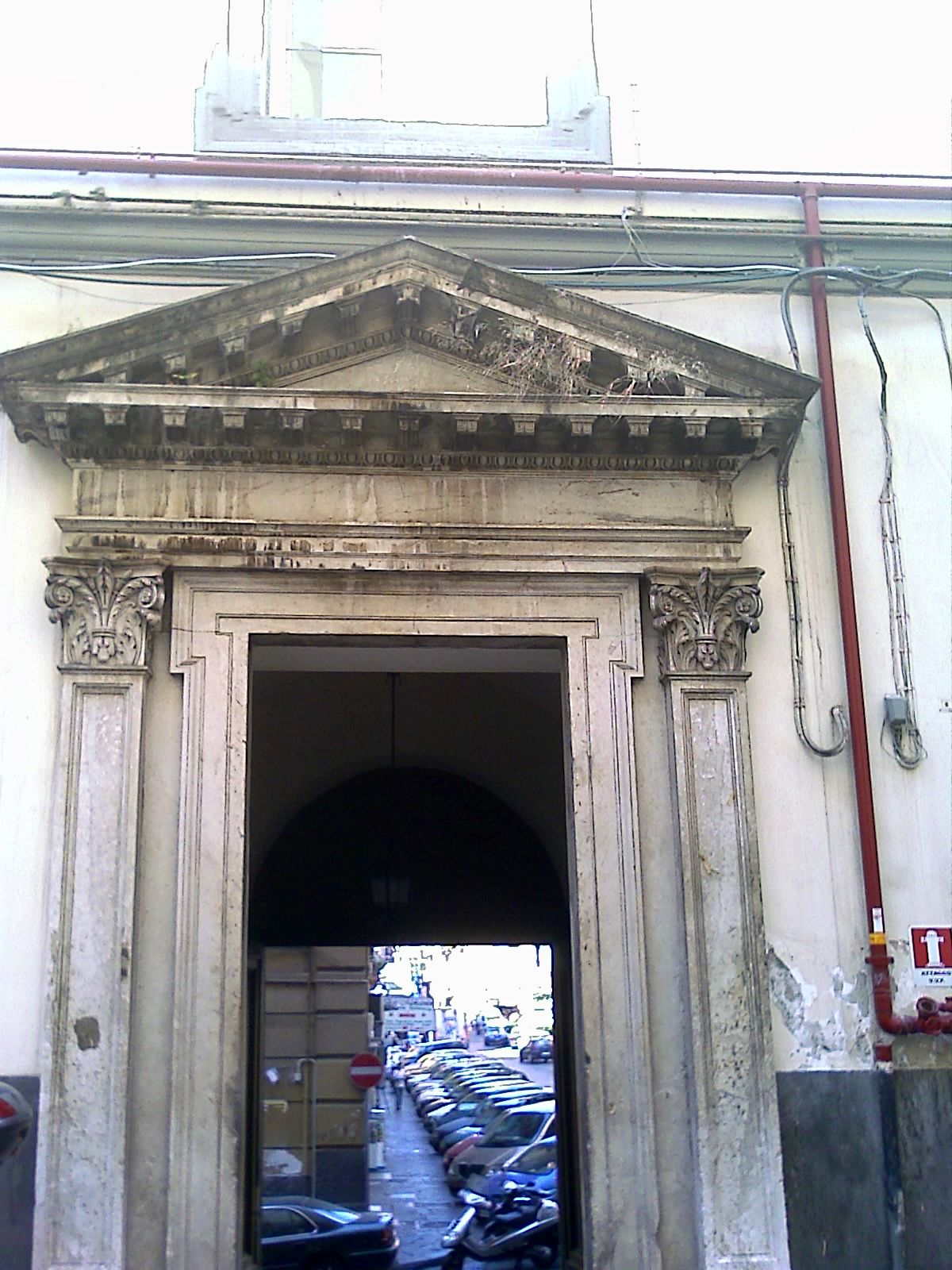
Palazzo della Zecca in Neapel: Eingangstor

Der Palazzo della Zecca ist ein Palast aus dem 13. Jahrhundert im Viertel Pendino von Neapel in der italienischen Provinz Kampanien. Er liegt in der Via Sant’Arcangelo a Baiano.

## Geschichte
Das im 13. Jahrhundert errichtete Gebäude beherbergte die königliche Münze. 1861 wurde es erweitert und etwa 100 Jahre später wurde der neue Westflügel erbaut. Mit der Stadterneuerung und der Anlage des Corso Umberto I. zeigte auch eine Fassade des Palastes auf diese neue Stadtarterie hinaus.

## Beschreibung
An der Hauptfassade (zur Via Sant’Arcangelo a Baiano) ist am meisten der ursprünglichen Architektur erhalten geblieben: Sie steht auf einem Sockel, in dem sich das Portal öffnet, durch das man in das Vestibül mit Kassettendecke gelangt. Von dort aus führt der Weg weiter in den Innenhof, in dem zwei unterschiedlich gestaltete Reihen von Fenstern übereinander angeordnet sind. Die Westseite ist durch eine Reihe übereinander angeordneter Bögen in Rahmen aus Piperno gekennzeichnet. An der Rückseite, vor der Kassettendecke des Vestibüls, gibt es ein reich dekoriertes Portal aus dem 19. Jahrhundert.

## Bildergalerie

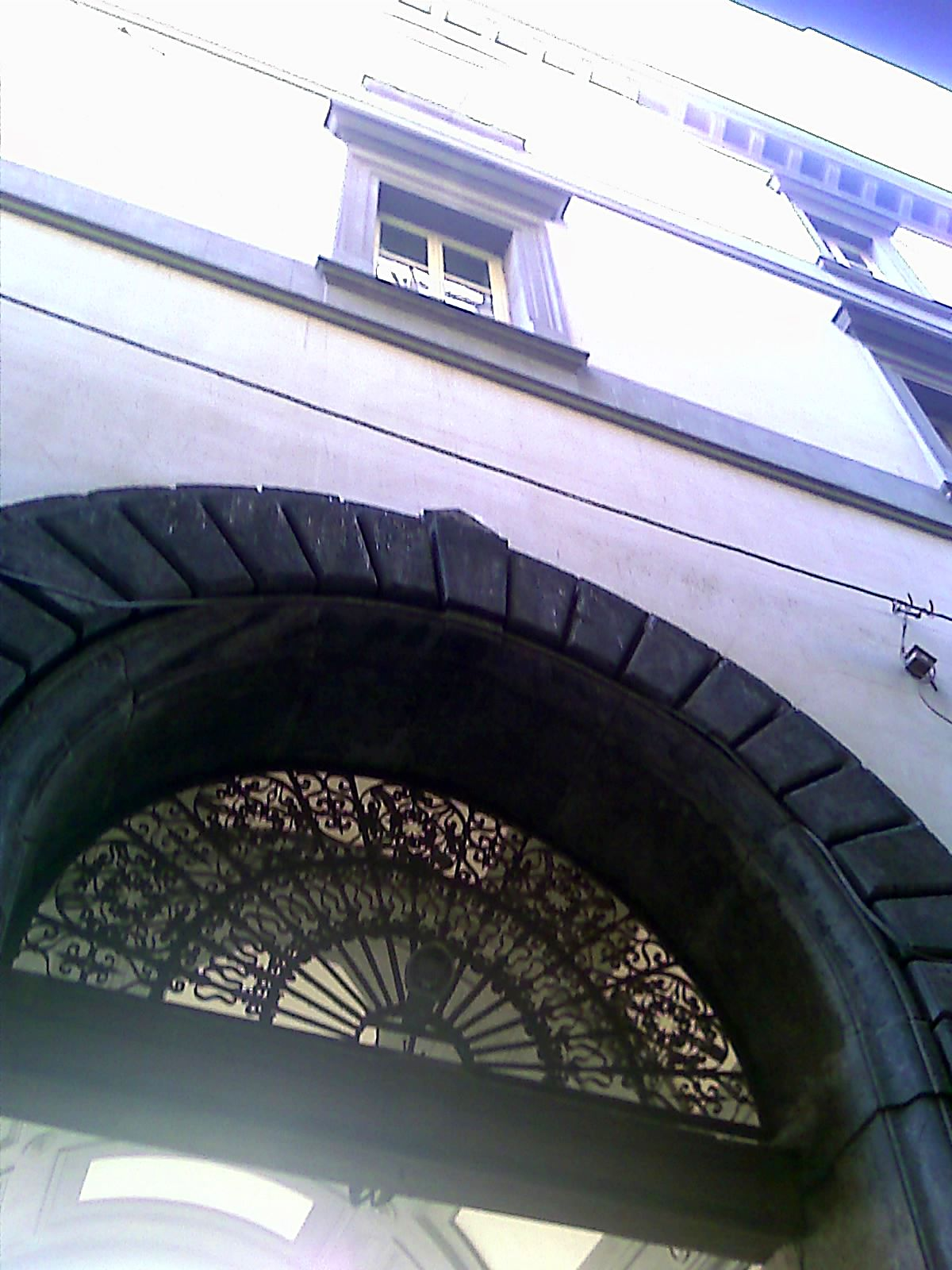
Detail der Fassade